# Momentum solivaga
Momentum solivaga is een keversoort uit de familie ruighaarkevers (Dryopidae). De wetenschappelijke naam van de soort werd in 2000 gepubliceerd door Kodada & Boukal.